# Kornwestheim
Kornwestheim är en stad i Landkreis Ludwigsburg i regionen Stuttgart i Regierungsbezirk Stuttgart i förbundslandet Baden-Württemberg i Tyskland. Orten, som nämns för första gången i ett dokument från cirka år 780, har cirka 34 000 invånare.